# Dick Nichols
Pour les articles homonymes, voir Nichols.
Richard Nichols, dit Dick Nichols, né le 29 avril 1926 à Fort Scott (Kansas) et mort le 8 mars 2019 à McPherson (Kansas), est un homme politique américain, membre du Parti républicain à la Chambre des représentants des États-Unis pour le Kansas.

## Biographie
Né à Fort Scott au Kansas, Dick Nichols fréquente les écoles publiques. Il a obtenu son B. S. de l'Université d'État du Kansas, en 1951, après avoir servi comme enseigne dans l'United States Navy, de 1944 à 1947.
Il a été conseiller en information auprès du Kansas State Board of Agriculture, directeur agricole associé de stations de radio et de télévision à Topeka au Kansas, et représentant agricole d'une banque à Hutchinson, Kansas. Depuis 1969, il est président et président du conseil d'administration de la Home State Bank à McPherson au Kansas.
Il a été membre du Comité exécutif républicain de l'État du Kansas, délégué à la Convention nationale républicaine de 1988 et président du Parti Républicain pour le cinquième district du Congrès de 1986 à 1990.
En 1986, Nichols a été poignardé par un fou lors d'une traversée sur le Staten Island Ferry, alors qu'il était en touriste avec sa femme à New York. Il s'est complètement remis de ses blessures et a reçu la visite du maire Ed Koch à l'hôpital.  
Nichols a été élu républicain au 102e Congrès (3 janvier 1991- 3 janvier 1993), représentant le 5e district du Congrès du Kansas. Il a battu de justesse la future présidente du FDIC, Sheila Bair, lors des primaires républicaines. Lors de la nouvelle répartition des voix à la suite du recensement de 1990, la taille de la délégation du Congrès du Kansas a été ramenée de 5 à 4, éliminant ainsi le 5e district. En 1992, Nichols s'est présenté à l'investiture républicaine pour défier Dan Glickman dans le 4e district du congrès, mais il a perdu les primaires contre le Sénateur Eric R. Yost, qui lui même a perdu contre Glickman aux élections générales.
Nichols est un résident de McPherson au Kansas.